# Chemical Markup Language
CML, acrónimo del inglés Chemical Markup Language, es un lenguaje de marcas basado en XML cuyo objeto es expresar información molecular, tal como:
- estructura química de moléculas
- reacciones químicas
- datos de espectros y analíticos
- datos de química computacional
- cristalografía y materiales

- Datos: Q1069211